# Cymothoe handeni
Cymothoe handeni är en fjärilsart som beskrevs av Arthur Rydon 1996. Cymothoe handeni ingår i släktet Cymothoe och familjen praktfjärilar. Inga underarter finns listade i Catalogue of Life.